# Kossa
Kossa is een plaats in de Duitse deelstaat Saksen, en maakt als Ortsteil deel uit van de gemeente Laußig binnen het district Delitzsch. Kossa telt 2.485 inwoners.

In deze gemeente bouwden de Oost-Duitsers tijdens de Koude Oorlog een ondergronds commandocentrum. Het is nu ingericht als Denkmal gegen das Vergessen.